# Література романтизму
Літерату́ра романтизму— період в історії світової літератури, що охоплює кінець XVIII— першу половину XIX століття.
Спочатку цей термін використовували для  опису літератури романських мов (італійської, французької, іспанської) і їхніх середньовічних творів, зокрема, лицарських романів. Пізніше слово "романтичний" набуло значення чогось фантастичного, незвичайного, емоційного чи ідеалізованого. У XVIII столітті воно стало асоціюватися з літературними творами, які протистояли класичним чітким вимогам. В епоху романтизму термін закріпився як назва мистецького та літературного руху, що протиставляв себе Просвітництву з його раціоналізмом і прагненням до об'єктивності.

### Етапи романтизму
Романтизм у літературі охоплює різні періоди та регіони, його поділяють на кілька етапів:
- Ранній романтизм (кінець XVIII— початок XIXст.) сформувався в Німеччині та Великій Британії як реакція на реальність від втілення ідеї Просвітництва. Представники: Йоганн Вольфґанґ Ґете (Фауст), Вільям Блейк, Новаліс акцентували на почуттях, ставленні до природи, уяві та індивідуальності.
- Зрілий романтизм (20–40-ві роки XIXст.) охопив й інші країни Європи.

У цей час відбувся розквіт жанру романтичного роману, балади, поеми. Представники: Джордж Байрон, Персі Біші Шеллі, Віктор Гюго («Собор Паризької Богоматері»), Генріх Гейне.
- Пізній романтизм (середина XIXст.)— перехідний етап до реалізму, коли з'являється інтерес до соціальних і політичних тем.

Представники: Едгар Аллан По, Ніколаус Ленау, Адам Міцкевич («Пан Тадеуш»).

## Ідейні основи літератури романтизму
Романтики підкреслювали перевагу почуттів, інтуїції й духовності над розумом. Вони сприймали людину як раціональну істоту, чуттєву й духовну. У цьому проявлявся їхній протест проти раціоналізму й матеріалізму Просвітництва. У центрі світу для романтиків є особистість, яка має право на самовираження та унікальність. Особлива увага приділяється герою-вигнанцю, який протистоїть суспільству. Ідея свободи була центральною в романтизмі. Її висвітлювали через боротьбу героя за незалежність, протистояння суспільним обмеженням.
Романтики прагнули показати нерозривний зв'язок між людиною й природою, яка є символом гармонії, джерелом натхнення та відображення внутрішнього світу героя. У творах висвітлюються пошуки сенсу життя, боротьба за свободу, віра в абсолютну істину. Однією з провідних тем було прагнення до ідеалу, збереження культурної ідентичності. Тому письменники зверталися до національної історії, легенд, міфів, казок. Мистецтво романтизму виходило за межі реальності, оспівувало мрії, фантастику, містику. Це було протестом проти прагматизму та суворої логіки. Пошук краси в незвіданому розкривається в зображенні далеких країн, екзотичної культури, незвичних явищ.

## Особливості романтизму в різних країнах
Романтизм у різних країнах відображав їхню специфічну історію та культуру.

### Романтизм у Німеччині
Німеччина стала батьківщиною романтизму, і художній напрям мав тут особливу глибину, спираючись на філософські та культурні традиції. На формування вплинули ідеї Іммануїла Канта, Йоганна Ґотліба Фіхте, Фрідріха Шеллінга та Георга Вільгельма Гегеля, в основі яких було прагнення до абсолютного ідеалу, гармонії між людиною та природою.
Проявлявся інтерес до готичної архітектури, середньовічних легенд і казок, захоплення народною творчістю (Брати Грімм). Змінився погляд на природу: у ній вбачали не тільки краєвид, а й а живу, одухотворену істоту, що відображає духовний стан людини. Герої німецького романтизму часто шукають істину в уявному світі. Твори наповнені містикою, фантазією, потягом до незвіданого. «Фауст» Й.В.Ґете— ключовий твір, який втілює прагнення до пізнання, боротьбу між ідеалами й реальністю. Драма Фрідріха Шиллера «Розбійники» закликає до свободу й боротьби з несправедливістю. «Золотий горнець», «Крихітка Цахес», «Лускунчик» Е.Т.А.Гофмана— фантазійні, містичні твори, де переплітаються реальність і фантастика. «Книга пісень» Генріха Гейне— романтична лірика, сповнена любові й меланхолії.

### Романтизм в Англії

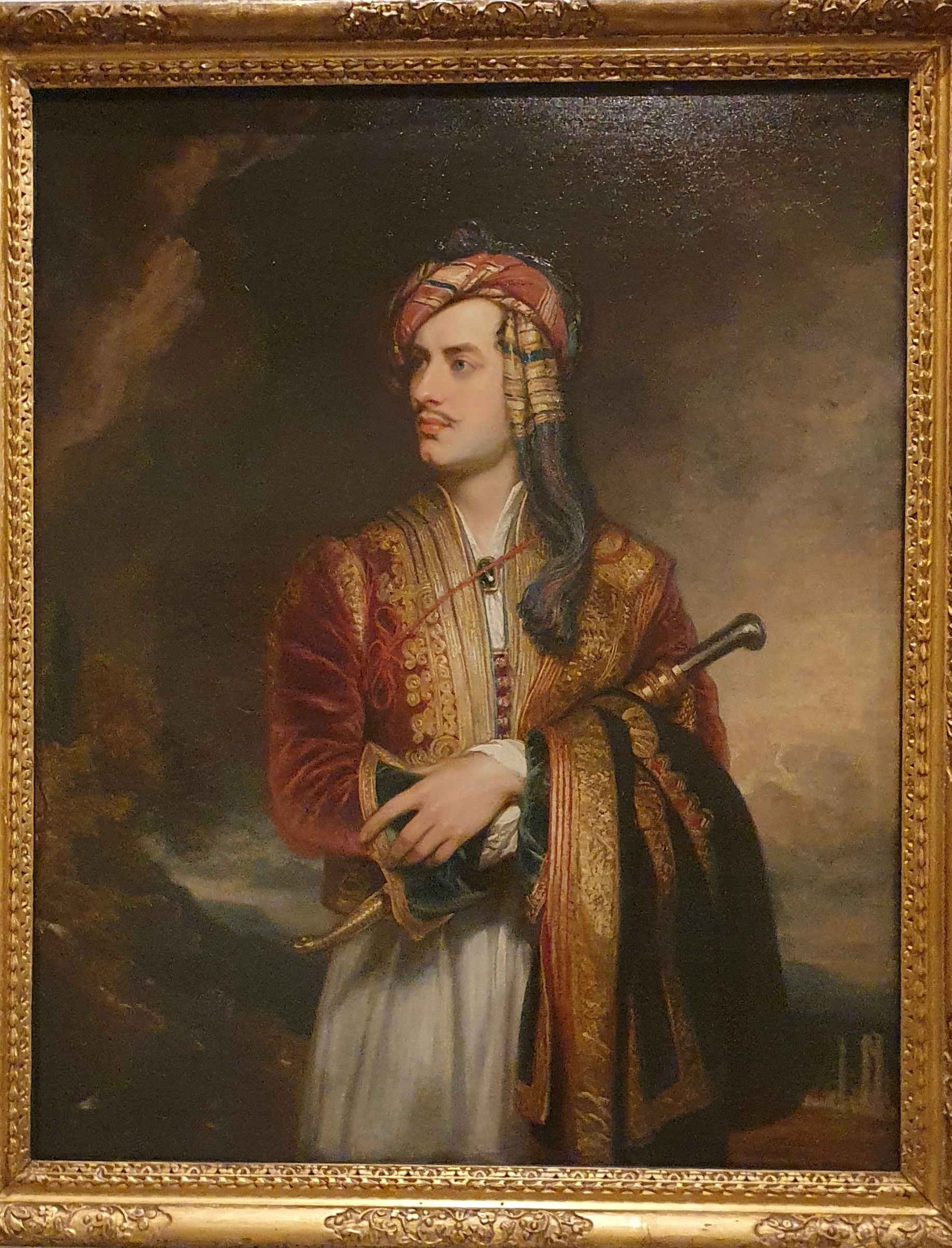
Джордж Гордон Байрон

Англійський романтизм виник як реакція на індустріалізацію та соціальні зміни. Він зосереджувався на природі, почуттях і боротьбі за свободу. Особливостями романтизму в Англії були: культ природи, емоційність і почуття, протест проти індустріалізації. Англійські романтики вважали природу втіленням гармонії й досконалості. Вони акцентують на взаємодії між природою й внутрішнім світом людини. У творах романтиків почуття переважають над розумом. Герої часто переживають внутрішні конфлікти, прагнуть до духовної свободи, засуджують знеособлення людини, яке принесла промислова революція. Глибоко символічна, фантастична поема Семюела Тейлора Колріджа «Сказання про Старого Моряка» (1798р.) вважається першим розгорнутим твором англійського романтизму.
Вільям Вордсворт у «Ліричних баладах» оспівував природу, просте життя, почуття. Джордж Гордон Байрон у поемах «Манфред», «Паломництво Чайльд-Гарольда»— створив образ байронічного героя, самотнього бунтівника. Джон Кітс написав ліричні поезії, сповнені почуттів і захоплення красою («Ода до солов'я», «Ода до осені»)
Для деяких авторів (Едгар Аллан По, Мері Шеллі) характерні містика, готичні елементи, тривога і страх.
Шарлотта Бронте писала в добу, коли романтизм був на піку свого розвитку. У романі "Джейн Ейр" авторка створила типовий романтичний образ: героїня сильна, пристрасна, з багатим внутрішнім світом. Її переживання, жага до незалежності та боротьба за власну гідність і щастя є основою сюжету. Джейн бореться із зовнішніми обставинами та власними почуттями, що робить її образ глибоко романтичним. Стосунки Джейн і Рочестера сповнені пристрасті, напруження і таємниць. Містичні елементи створюють атмосферу романтичної загадковості. Вона не приймає компромісів, якщо вони суперечать її гідності чи почуттям. Її боротьба з класовими і гендерними обмеженнями перегукується з романтичним духом свободи. Природа у романі не просто фон — вона живе разом із персонажами.

### Романтизм в Україні
Українська література романтизму охоплює першу половину XIX століття, і цей стиль відіграв важливу роль у формуванні національної самосвідомості. Твори романтиків були пов'язані з фольклором, національно-визвольними ідеями, любов'ю до природи. Народна поезія стала основою для творів романтиків. Виразниками сподівань українського народу були герої романтичних творів: козаки, зокрема запорожці, захисники батьківщини, народні співці (бандуристи, кобзарі). Поруч з реальними персонажами діють міфічні— вовкулаки, відьми, русалки. На перший план українські романтики поставили проблему «людина і суспільство», неприйняття героєм сучасної дійсності, протиставлення героїчного минулого. Творчість Тараса Шевченка поєднує елементи романтизму та реалізму. В його поезії  відображені героїчні постаті, ідеалізоване минуле України, народні традиції. Один із засновників українського романтизму Євген Гребінка, працював у жанрі байок, поезії та прози. Маркіян Шашкевич, який жив і працював у Галичині, у своїх творах спирався на романтичні ідеї відродження нації. Твори Левка Боровиковського Левко Боровиковський
ґрунтуються на фольклорних традиціях і також містять яскраві романтичні елементи.

### Романтизм в інших країнах
Французький романтизм був соціально спрямованим, висвітлював свободу, боротьбу народу, революційні ідеї. Значна увага приділялася екзотичним і драматичним сюжетам.
Представники: Віктор Гюго («Собор Паризької Богоматері»), Альфонс де Ламартін («Озеро»), Жорж Санд («Консуело»).
Романтизм в Італії був пов'язаний із боротьбою за незалежність та об'єднання країни. Основна увага приділялася патріотичній тематиці.
Польський романтизм формувався під впливом боротьби за незалежність. Головні теми: героїзм, жертвування заради батьківщини, патріотизм.
Представники: Адам Міцкевич («Дзяди»), Юліуш Словацький («Баладина»). Американський романтизм (трансценденталізм) наголошував на духовності та єдності з природою. Містика як складова романтичних творів виявляється у творчості Едгара Аллана По(«Ворон») та Натанаїла Готорна («Червона літера»).